# Читинский 1-й казачий полк
1-й Читинский полк Забайкальского казачьего войска

## Формирование полка
Полк сформирован 11 декабря 1893 г. под именем № 2-й конный полк Забайкальского казачьего войска; 24 мая 1894 г. назван 2-й Забайкальский казачий полк; 21 октября 1897 г. назван 1-й Читинский Забайкальский казачий полк.  1 января 1898 г. 7-я, 8-я и 9-я сотни полка были отделены на сформирование 1-го Нерчинского казачьего полка.
12 августа 1898 г. полк получил своё последнее именование — 1-й Читинский полк Забайкальского казачьего войска.
Полковой праздник — 17 марта.

## Кампании полка
Читинский полк принимал участие в подавлении Боксёрского восстания в Китае и русско-японской войне. Во время Первой мировой войны полк находился на Западном, Юго-Западном и Румынском фронтах. В боях у Радома отличился подъесаул 1-го Читинского казачьего полка Забайкальского казачьего войска (Забайкальская казачья бригада) Н. Нацвалов, 19-го октября 1914 г. в бою под дер. Олешно опрокинувший эскадрон германского 11-го драгунского полка (20 германцев было убито и 3 пленено).

## Знаки отличия полка
- Полковое Георгиевское знамя с надписью «За отличие в войну с Японией в 1904 и 1905 годах», пожалованное 30 июля 1906 г.
- Знаки отличия на головные уборы для нижних чинов с надписью «За Бейцан и Пекин в 1900 году» в 3-й сотне, пожалованные 19 февраля 1903 г.

### Офицеры
| Описание     | Знаки различия по состоянию на 1904-1909 гг. | Знаки различия по состоянию на 1904-1909 гг.       | Знаки различия по состоянию на 1904-1909 гг.       | Знаки различия по состоянию на 1904-1909 гг. | Знаки различия по состоянию на 1904-1909 гг. | Знаки различия по состоянию на 1904-1909 гг. | Знаки различия по состоянию на 1904-1909 гг. | Знаки различия по состоянию на 1904-1909 гг. | Знаки различия по состоянию на 1904-1909 гг. |
| ------------ | -------------------------------------------- | -------------------------------------------------- | -------------------------------------------------- | -------------------------------------------- | -------------------------------------------- | -------------------------------------------- | -------------------------------------------- | -------------------------------------------- | -------------------------------------------- |
|              |                                              | ru: Просьба за изготовлением и перемещеним картиу! | ru: Просьба за изготовлением и перемещеним картиу! |                                              |                                              |                                              |                                              |                                              |                                              |
| Погоны       |                                              | ru: Просьба за изготовлением и перемещеним картиу! | ru: Просьба за изготовлением и перемещеним картиу! |                                              |                                              |                                              |                                              |                                              |                                              |
|              |                                              | ru: Просьба за изготовлением и перемещеним картиу! | ru: Просьба за изготовлением и перемещеним картиу! |                                              |                                              |                                              |                                              |                                              |                                              |
| Классный чин |                                              | Полковник                                          | Войсковой старшина                                 |                                              | Есаул                                        | Подъесаул                                    | Сотник                                       | Хорунжий                                     |                                              |
| Группа       | Штаб-офицеры                                 | Штаб-офицеры                                       | Штаб-офицеры                                       | Штаб-офицеры                                 | Обер-офицеры                                 | Обер-офицеры                                 | Обер-офицеры                                 | Обер-офицеры                                 | Обер-офицеры                                 |

## Командиры полка
03.02.1894 — 07.11.1895 — полковник Г.В.Винников
08.03.1896 — 18.06.1899 — полковник Ф.С.Воробьев
- 12.10.1899 — 05.11.1904 — полковник Павлов, Георгий Андреевич
- 04.12.1904 — 13.09.1905 — полковник Свешников, Николай Львович
- 26.10.1905 — 19.08.1911 — полковник М.В.Ловцов
- 19.08.1911 — 07.12.1912 — полковник Хагондоков, Константин Николаевич
- 25.03.1913  — 01.01.1916 — полковник Н.А.Кекуатов
- 8.02.1916 — 25.01.1917 — полковник Шильников, Иван Федорович

## Известные люди, служившие в полку
- Пламенац, Филипп Маркович — черногорский воевода.
- Павлов, Георгий Андреевич — командир полка в 1899—1904 годах.
- Мамонтов, Константин Константинович — генерал-лейтенант Белого движения, донской казак, знаменитый кавалерийский военачальник времён Гражданской войны.
- Семёнов, Григорий Михайлович — генерал-лейтенант белой армии, войсковой атаман Забайкальского казачьего войска.
- Колосовский, Андрей Павлович — генерал-лейтенант Белого движения.
- Топорков, Сергей Михайлович — генерал-майор Белого движения.